# Les Avellanes i Santa Linya
Les Avellanes i Santa Linya è un comune spagnolo di 477 abitanti situato nella comunità autonoma della Catalogna.